# Seloncourt
Seloncourt település Franciaországban, Doubs megyében. Lakosainak száma 5812 fő (2022. január 1.). Seloncourt Vandoncourt, Valentigney, Audincourt, Bondeval, Dasle, Hérimoncourt és Thulay községekkel határos.

## Népesség
A település népessége az elmúlt években az alábbi módon változott:
| Lakosok száma | 5308 | 5545 | 5613 | 5855 | 5946 | 5864 | 5775 | 5726 | 5756 | 5812 |
|               | 1968 | 1982 | 1990 | 2006 | 2013 | 2015 | 2017 | 2019 | 2020 | 2022 |